# シドニー・W・ピンク
シドニー・W・ピンク（Sidney W. Pinkl,  1916年3月16日 - 2002年10月12日）は、アメリカ合衆国の映画監督である。

## 来歴
1916年、ペンシルベニア州・ピッツバーグに生まれる。学生時代に学内の演劇でプロデューサーをしたことから、映画業界を目指すようになり、ピッツバーグ大学へ進学して、映画館の映写技師として働いた。
1952年、ロバート・スタック主演で3D技法を用いた長編カラー映画『ブワナの悪魔』でプロデューサーデビュー。1953年には自身で手掛けた映画『I Was a Burlesque Queen』で監督デビューも飾った。1959年には原作と脚本を手掛けた『巨大アメーバの惑星』がイブ・メルキオールにより映画化された。1961年にはデンマークとの合作映画『冷凍凶獣の惨殺』を監督している。ちなみに1966年にプロデューサーとして参加したコメディ映画『ダスティン・ホフマンの100万$大捜査線』では、オフ・ブロードウェイでまた舞台役者をしていたダスティン・ホフマンを見出し、主役に抜擢。同作品はホフマンの初の映画主演作品となったが、リリースは2年後の1968年にされた。SF映画などを手掛けていること以外では、スペインを舞台にした西部劇「スパゲッティ・ウェスタン」映画のプロデューサーとしても知られている。

### 死去
長年の闘病生活を経て2002年にフロリダ州のポンパノビーチで死去。86歳だった。

## 参加作品

### 映画監督作品
- I Was a Burlesque Queen (1952)
- 冷凍凶獣の惨殺 Reptilicus (1961)
- SF第七惑星の謎 Journey to the Seventh Planet (1962)
- 黄金の砦 Finger on the Trigger (1965)
- Las siete magníficas (1965)
- The Christmas Kid (1967)

### プロデュース作品
- ブワナの悪魔 Bwana Devil (1952)
- 巨大アメーバの惑星 The Angry Red Planet (1959)
- ダスティン・ホフマンの100万$大捜査線 Un dollaro per 7 vigliacchi (1968)
- ピラミッドの秘宝 La muchacha del Nilo (1969)